# Friedrich Creuzer

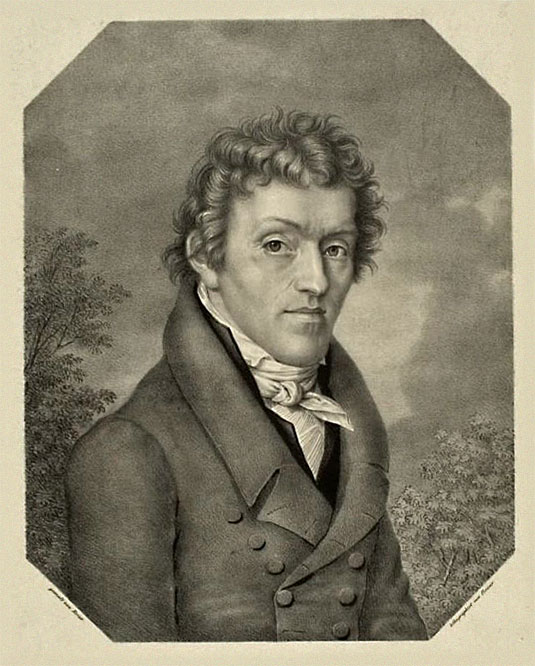
Georg Friedrich Creuzer, Lithographie von Joseph Nicolaus Peroux nach einem Gemälde von Jakob Roux.

Georg Friedrich Creuzer (* 10. März 1771 in Marburg; † 16. Februar 1858 in Heidelberg) war ein deutscher Philologe, Orientalist und Mythenforscher.

## Leben
Creuzer war Sohn des Buchbinders und späteren Steuereinnehmers Christoph Andreas Joachim Leonhard (1726–1772) und der Philippine Eleonore Bang (1734–1795). Sein älterer Bruder war der Marburger Theologe Andreas Leonhard Creuzer. Friedrich Creuzer studierte ab dem Sommersemester 1789 Theologie, Philologie und Philosophie an der Universität Marburg, an der Universität Jena und später erneut in Marburg. 1794 begründete er dort mit anderen ein „Eleven-Institut“, an dem er als Lehrer tätig war, bis er 1798 als Hauslehrer nach Leipzig ging. In den Wintersemestern 1797/1798 und 1798/1799 lehrte er als Privatdozent in Marburg. Seine Promotion zum Doktor der Philosophie erfolgte am 24. Mai 1794 (oder erst am 9. Oktober 1799) in Tübingen. 1799 wurde er in Marburg habilitiert, am 21. Oktober des Folgejahres dort zum außerordentlichen Professor und am 31. Oktober 1802 zum ordentlichen Professor für klassische Philologie ernannt. Am 4. April 1804 ging er als ordentlicher Professor an die Ruprecht-Karls-Universität Heidelberg, wo er 1807 das „Philologisch-Pädagogische Seminarium“ mit Friedrich Heinrich Christian Schwarz begründete. Für das Sommersemester 1809 ging er an den Lehrstuhl in Leiden, wurde aber nach wenigen Monaten nach Heidelberg zurückberufen. Spätere Rufe an die Universitäten Göttingen, Kiel, Bonn und München lehnte er ab.
Creuzer war persönlich befreundet mit Johann Wolfgang von Goethe und Clemens Brentano. Am 7. Oktober 1799 heiratete er Eleonora Sophia Müller (1758–1831), die Witwe des Finanzwissenschaftlers und Ökonomen Nathanael Gottfried Leske. Ab 1804 war er zudem mit Karoline von Günderrode liiert, die sich, nachdem Creuzer sie abrupt wieder verlassen hatte, 1806 das Leben nahm. Nach dem Tod seiner Frau heiratete er am 9. November 1831 Anna Jacobina Sebastian (1803–1889), die Tochter des Pathologen Friedrich Jacob Christian Sebastian. Beide Ehen blieben kinderlos.
Mit seinen Vorlesungen zu archäologischen Themen begründete er die Tradition dieses Faches an der Universität Heidelberg, aus der 1866 das Archäologische Institut (heute Institut für Klassische Archäologie und Byzantinische Archäologie) hervorging. 1835 wurde die nach Creuzer benannte archäologische Sammlung Antiquarium Creuzerianum gestiftet, die 1848 in der Archäologischen Sammlung der Universität Heidelberg aufging. Am 1. Mai 1845 wurde er auf eigenen Wunsch in den Ruhestand versetzt.

## Ehrungen
Creuzer erhielt am 31. Oktober 1817 die theologische Ehrendoktorwürde der Universität Marburg, 1844 die juristische der Universität Heidelberg. Im gleichen Jahr wurde er dort zum Ehrenbürger ernannt.
1825 wurde Creuzer zum auswärtigen Mitglied der Académie des inscriptions et belles-lettres ernannt. Ab 1846 war er auswärtiges Mitglied der Preußischen Akademie der Wissenschaften, außerdem wurde er in die Wissenschaftlichen Akademien in München (1808), Göttingen (1844), Wien (1848) sowie in die Königlich Niederländische Akademie der Wissenschaften (1816) aufgenommen.
1806 wurde Creuzer zum Hofrat, 1818 zum Geheimen Hofrat und 1826 zum Geheimen Hofrat II. Klasse ernannt. 1834 wurde er als „Kommandeur“ in den Orden vom Zähringer Löwen aufgenommen; im Jahr 1849 erhielt er den Orden Pour le Mérite und 1853 den Bayerischen Maximiliansorden für Wissenschaft und Kunst.
1831 wurde er Ehrenmitglied des Instituto di corrispondenza archeologica.

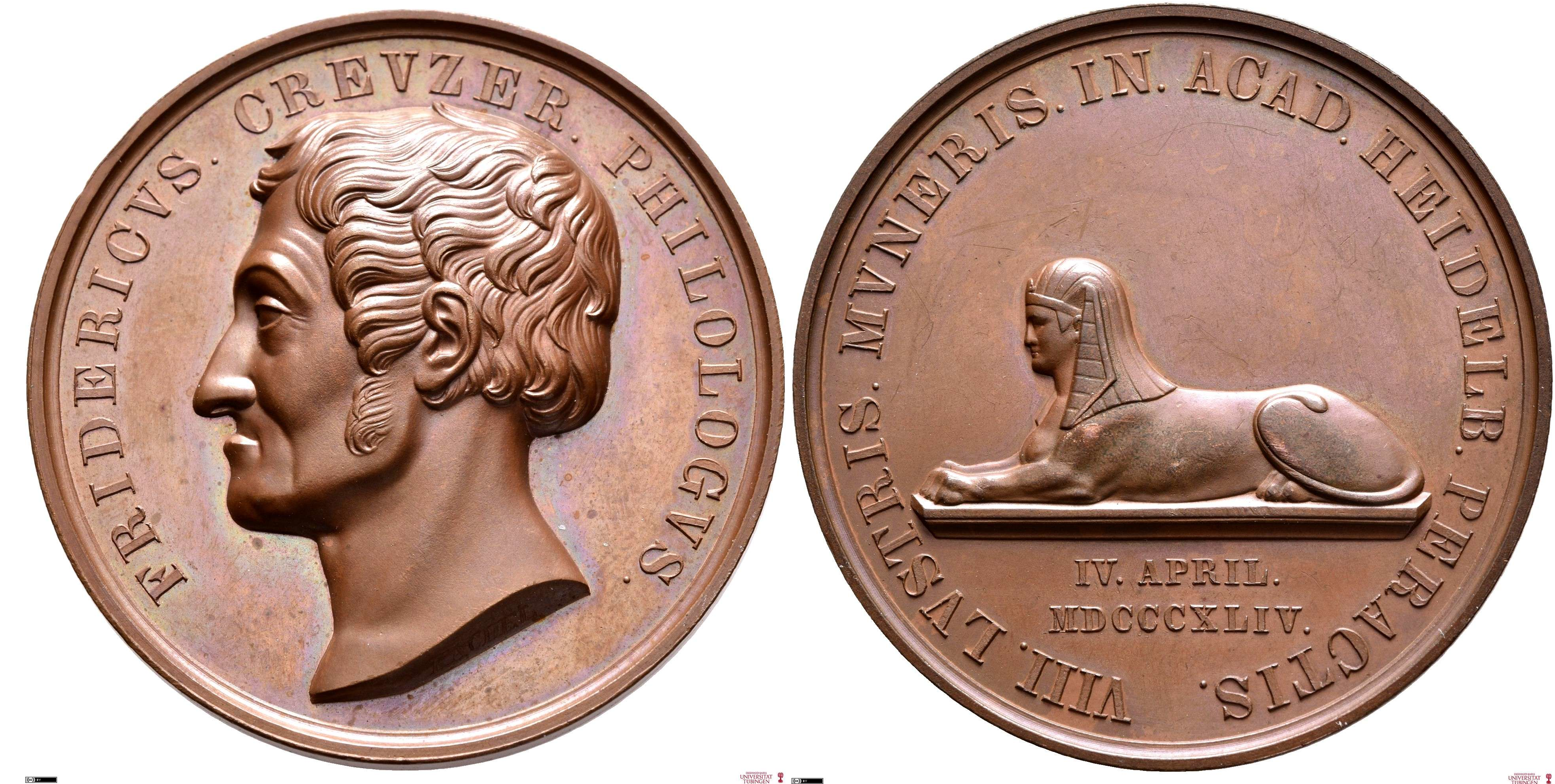
Medaille Georg Friedrich Creuzer 1844

Von Friedrich Creuzer existiert eine Medaille in Silber und Bronze (1844, 41 mm) zum 40-jährigen Dienstjubiläum an der Universität Heidelberg, wie es in der lateinischen Legende auf dem Revers heißt. Der Medailleur war Ludwig Kachel, er signierte auf dem Avers unterhalb des Halses.

## Zitat
„Als ich Creuzer zum ersten Male besuchte [1812], fand ich ihn aufrechtsitzend mit dem Herodot in der Hand; als ich ihn zum letzten Male im Jahre 1846 besuchte, fand ich ihn gebückt sitzend - mit dem Herodot vor sich. Ich konnte mich der Tränen nicht enthalten, als ich das sah. Wer von Creuzers Schülern noch lebt und dies liest, wird sicherlich meine Gemütsbewegung teilen; denn in der treuen, nimmersatten Beschäftigung mit Herodot gibt sich das eigentümliche geistige Leben dieses edlen, ganz in der Welt der Alten einheimischen Mannes kund, anschaulich all denen, die ihn näher kennenzulernen das Glück hatten. Wie Herodot sinnig und mitfühlend die Geschichte der Völker durchforscht hatte, so auch er ... Die Vorlesungen über Mythologie und Archäologie waren berühmt in ganz Deutschland. Von allen Seiten strömten Jünglinge herzu, um sie zu hören. Das Auditorium war gedrängt voll, sodass man nicht nachschreiben konnte, und unter den Zuhörern befanden sich Jünglinge aus den höchsten Ständen. ... Viele hörten die Vorlesungen zweimal.“

## Werk
Creuzer begründete 1808 mit Carl Daub die Heidelbergischen Jahrbücher. Sein bekanntestes Werk war Symbolik und Mythologie der alten Völker, besonders der Griechen (1812), in dem er für die Mythologie Homers und Hesiods eine frühe orientalische Quelle annahm. Hiervon beeinflusst wurden unter anderem Georg Wilhelm Friedrich Hegel, Friedrich Wilhelm Joseph Schelling und Johann Jakob Bachofen.

## Schriften (Auswahl)

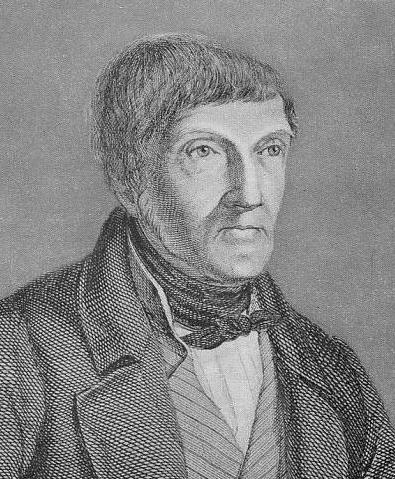
Georg Friedrich Creuzer

- Symbolik und Mythologie der alten Völker, besonders der Griechen. Leipzig 1810 ff. (Digitalisate: 1. Teil, 1810, 2. Teil, 1811, 3. Teil, 1812, 4. Teil, 1812, 3. Teil, 2. Auflage. 1821, 4. Teil, 2. Auflage. 1821, 1. Teil, 3. Auflage. 1836)
- Meletemata e disciplina antiquitatis. 1817 (Digitalisat)
- Oratio de civitate Athenarum omnis humanitatis parente. 1826 (Digitalisat)
- Ein alt-athenisches Gefäss mit Malerei und Inschrift. 1832 (Digitalisat)
- Zur Geschichte alt-römischer Cultur am Ober-Rhein und Neckar. 1833 (Digitalisat)
- Zur Geschichte der griechischen und römischen Literatur. Abhandlungen. Leipzig 1847. Spätere Auflage 1854 (Digitalisat).
- Aus dem Leben eines alten Professors. Leipzig 1848 (Digitalisat)
- Zur Geschichte der classischen Philologie seit Wiederherstellung der Literatur. Frankfurt am Main 1854 (Digitalisat)

Herausgeberschaften:
- mit Carl Daub 1805–1810: Studien (Digitalisat Band 3).
- 1807–1809: Heidelberger Jahrbücher